# Geigad
Geigad (nórdico antiguo: Geigaður; latín: Geigathus) es un personaje histórico, un vikingo de Suecia con fama de berserker que aparece en la saga Ynglinga y Gesta Danorum acompañado de su hermano Svipdag, como defensor del reino de Hugleik quien a pesar de no tener muchas virtudes como rey tenía a ambos legendarios guerreros como fieles aliados.
Geigad, Svipdag y Hvitserk eran tres hermanos, aventajados en muchas artes e hijos del bóndi Svip, un granjero sueco que vivía aislado de otros hombres y era considerado un gran guerrero, campeón entre campeones y hombre sabio.
En la batalla entre Haki y Hugleik, Geigad fue capaz de enfrentarse al imbatible Starkad a quien infligió una seria herida en la cabeza y cuyo hecho recordaba con canciones. Aunque Haki conquistó el reino de Hugleik, matando al rey y sus hijos, Geigad y Svipdag fueron perdonados por su valentía y siguieron sus vidas con actividades vikingas.